# Flughafen Porto Santo

i7
i11
i13
Der Aeroporto do Porto Santo (IATA-Code: PXO, ICAO-Code: LPPS) ist ein portugiesischer Flughafen auf der zum Madeira-Archipel gehörenden Atlantikinsel Porto Santo. Er teilt die Infrastruktur mit der Basis Aeródromo de Manobra n.º 3 (AM3) der Portugiesischen Luftstreitkräfte (Força Aérea Portuguesa).

## Geschichte
Der Beschluss für den Bau des ersten Flughafens Porto Santo stammt aus dem Jahr 1959 und war stark von der NATO mitgetragen. Bei seiner Eröffnung im Jahr 1960 war die Start- und Landebahn noch 2000 Meter lang. Der erste Flug am 20. Juli 1960 wurde von Transportes Aéreos Portugueses (TAP) mit einer DC-4 durchgeführt.
Bis zur Eröffnung der verlängerten Start- und Landebahn des Flughafens Funchal im Jahr 2000 diente Porto Santos Flughafen als Zwischenstopp zum Nachtanken kurz zuvor dort gestarteter Flugzeuge. Aufgrund der mit der dortigen kurzen Piste einhergehenden Gewichtsbeschränkung konnten viele Destinationen nicht nonstop mit der maximal zulässigen Kraftstoffmenge angeflogen werden.
Über die Jahre wurden die Start- und Landebahn erst auf 2440, später auf 3000 Meter verlängert sowie mehrere Arbeiten an der Ausstattung und den Vorfeldern des Flughafens vorgenommen. 1995 wurde auch ein neues Terminal eingeweiht.

## Zivile Nutzung
Von dort aus werden die Flughäfen von Funchal, Lissabon und Porto angeflogen. Von Deutschland aus wurde Porto Santo zum Winter 2019/20 nur ab dem Flughafen Köln/Bonn von Eurowings bedient.
Da der deutlich wichtigere Flughafen der Nachbarinsel Madeira einen sehr schwierigen Landeanflug hat, werden manche Flüge mit Ziel Funchal bei ungünstigen Wetterbedingungen nach Porto Santo umgeleitet.

## Militärische Nutzung
Vom militärischen Teil aus operieren die Staffeln 751 (Hubschrauber-Rettung) und 502 (Seeüberwachung) der Força Aérea Portuguesa.